# The Wolves Die Young
The Wolves Die Young è il primo singolo estratto dall'album Pariah's Child e quindicesimo del gruppo musicale finlandese Sonata Arctica, pubblicato dalla Nuclear Blast l'11 febbraio 2014.

## Tracce
Testi e musiche di Tony Kakko.
1. The Wolves Die Young – 4:13
2. The Wolves Die Young (Single Edit) – 3:51

## Formazione
- Tony Kakko - voce
- Elias Viljanen - chitarra
- Henrik Klingenberg - tastiera
- Tommy Portimo - batteria
- Pasi Kauppinen - basso